# Beluš
Beluš ali špargelj (znanstveno ime Asparagus officinalis) je delikatesna zelenjava z izjemnim, posebnim okusom, ki pa je v največji meri odvisen od kakovosti pridelave. Za hrano se uporabijo le poganjki te rastline, ki so lahko beli ali zeleni. Beli šparglji so praviloma manj grenki in bolj blagega okusa, pridobiva pa se jih tako, da se jih zasipa s prstjo, poganjki pa zaradi pomanjkanja svetlobe ostanejo beli. Zeleni šparglji so po navadi divji, ali pa gojeni brez zasipavanja. Divji šparglji so zaradi večje redkosti, praviloma, dražji. 
Šparglji izvirajo iz Male Azije, kjer so jih ljudje gojili že pred 2000 leti. Poznali so jih že stari Grki, obstajajo pa tudi zapisi, da so jih Rimljani gojili že leta 200 pr. n. št. V ostali Evropi so postali priljubljeni šele konec 16. stoletja, kasneje pa se je kultura gojenja in uživanja špargljev prenesla v Severno Ameriko, kjer so postali priljubljeni med ameriškimi staroselci, ki so verjeli v božanskost te rastline.
Danes so najbolj priznani šparglji, gojeni v Nemčiji in Franciji, ki tudi dosegajo najvišje cene na gurmanskem tržišču.
Eden od načinov priprave špargljev je preprost. Vržemo jih v vrelo slano vodo in kuhamo približno 15minut.

## Koristi
- so bogat vir folne kisline
- so zadovoljiv vir betakarotena,vitaminov C in E;
- so sredstvo, ki pospešuje izločanje urina in je blago odvajalo.

## Slabe strani
- povzročajo značilen vonj urina.